# Suzie Frankfurt
Suzanne „Suzie“ Frankfurt (* 21. August 1931 in Los Angeles, Kalifornien als Suzanne Allen; † 7. Januar 2005 in Riverdale, Bronx, New York) war eine US-amerikanische Designerin und Künstlerin.

## Leben
Suzanne Allen war Mitarbeiterin der Werbeagentur Young & Rubicam, wo sie 1955 Stephen O. Frankfurt, den Art Director der Agentur, kennenlernte und heiratete. Stephen Frankfurt selbst war unter anderem Designer für Filmtitel; so entwarf er beispielsweise den Vorspann für „Wer die Nachtigall stört“ (1962 mit Gregory Peck). Das Ehepaar wurde 1968 geschieden.
Suzie begegnete 1959 dem aufstrebenden Künstler Andy Warhol nach einer Vernissage im Plaza Hotel in New York und gestaltete mit ihm das aufwändige wie humorvolle Kochbuch „Wild Raspberries“ (dt. „Wilde Himbeeren“), welches eine gleichnamige Ausstellung in der New Yorker Bodley Gallery begleitend illustrierte. Ferner entwarf sie, zusammen mit Warhol, zahlreiche Grußkarten und andere Geschenkartikel.
Suzie Frankfurt starb am 7. Januar 2005 im Alter von 73 Jahren im Seniorenwohnheim Hebrew Home for the Aged (Bronx/NYC) an einem Hirntumor.

## Publikation
- Andy Warhol, Suzie Frankfurt: Wild raspberries, 1959. Nachdruck 1997, Little, Brown and Company, ISBN 0-8212-2340-2.

| Personendaten    | Personendaten                                    |
| ---------------- | ------------------------------------------------ |
| NAME             | Frankfurt, Suzie                                 |
| ALTERNATIVNAMEN  | Frankfurt, Suzanne; Allen, Suzanne (Geburtsname) |
| KURZBESCHREIBUNG | US-amerikanische Designerin und Künstlerin       |
| GEBURTSDATUM     | 21. August 1931                                  |
| GEBURTSORT       | Los Angeles, Kalifornien                         |
| STERBEDATUM      | 7. Januar 2005                                   |
| STERBEORT        | Riverdale, Bronx, New York                       |